# Бома
Бома (фр. Boma) — місто на заході Демократичної Республіки Конго, в естуарії річки Конго, за 75 км від місця впадіння Конго до Атлантичного океану. Є початковим пунктом пункт залізничної лінії на Челу.

## Опис
Населення міста за даними 2010 року становить 167 326 осіб.
З 1886 до 1926 року місто було столицею Бельгійського Конго (потім столицю було перенесено до Леопольдвіля — нині Кіншаса).
У місті є великий порт (доступний для морських суден; вивезення какао, бананів, каучуку, цінних порід деревини). Розвинуті харчова (пивоварна, рибна), хімічна, деревообробна промисловість, переробка металу та сільськогосподарської продукції. Суднобудування. Є аеропорт.